# دانیل کوهن بندیت

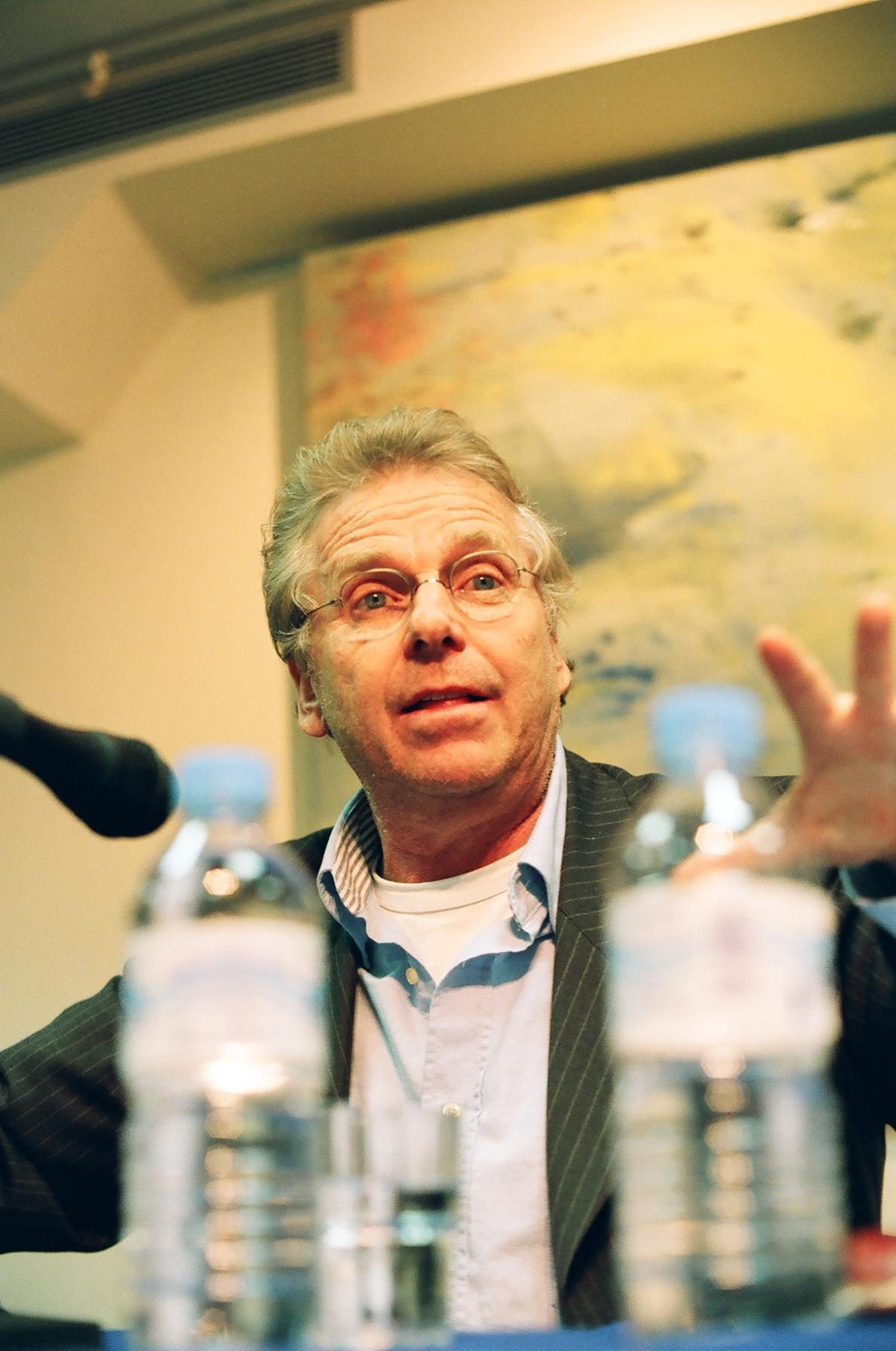
دانیل کن بندی در پاریس ۲۰۰۶

دانیل کوهن بندیت (به فرانسوی: Daniel Cohn-Bendit) فعال سیاسی یهودی‌الاصل آلمانی-فرانسوی است. وی در زمان دانشجویی از رهبران جنبش دانشجویی-کارگری مه ۱۹۶۸ فرانسه بود. وی در جریان وقایع مه ۱۹۶۸ به «دنی لو روژ» (دنیِ سرخ) معروف بود.
امروزه او در پارلمان اروپا نماینده گروه سبزهای اروپا-اتحاد آزاد اروپا است.

## اتهام کودک‌آزاری
وی به دلیلی نوشته‌هایی که در سالهای پایانی دهه هفتاد میلادی منتشر کرده و در آن به عریان شدن کودکی ۵ ساله اشاره کرده‌است به کودک‌آزاری متهم شد. گرچه خود آن را انکار می‌کند. تظاهرات‌هایی از سوی گروه‌های دفاع از حقوق کودک در برابر کودک‌آزاران علیه وی صورت گرفت.